# ارمیگوا
هرمیگوا (به اسپانیایی: Hermigua) یک شهرستان در اسپانیا با جمعیت ۲٬۲۰۳ نفر است که در جزایر قناری واقع شده‌است.